# Wars (przedsiębiorstwo)

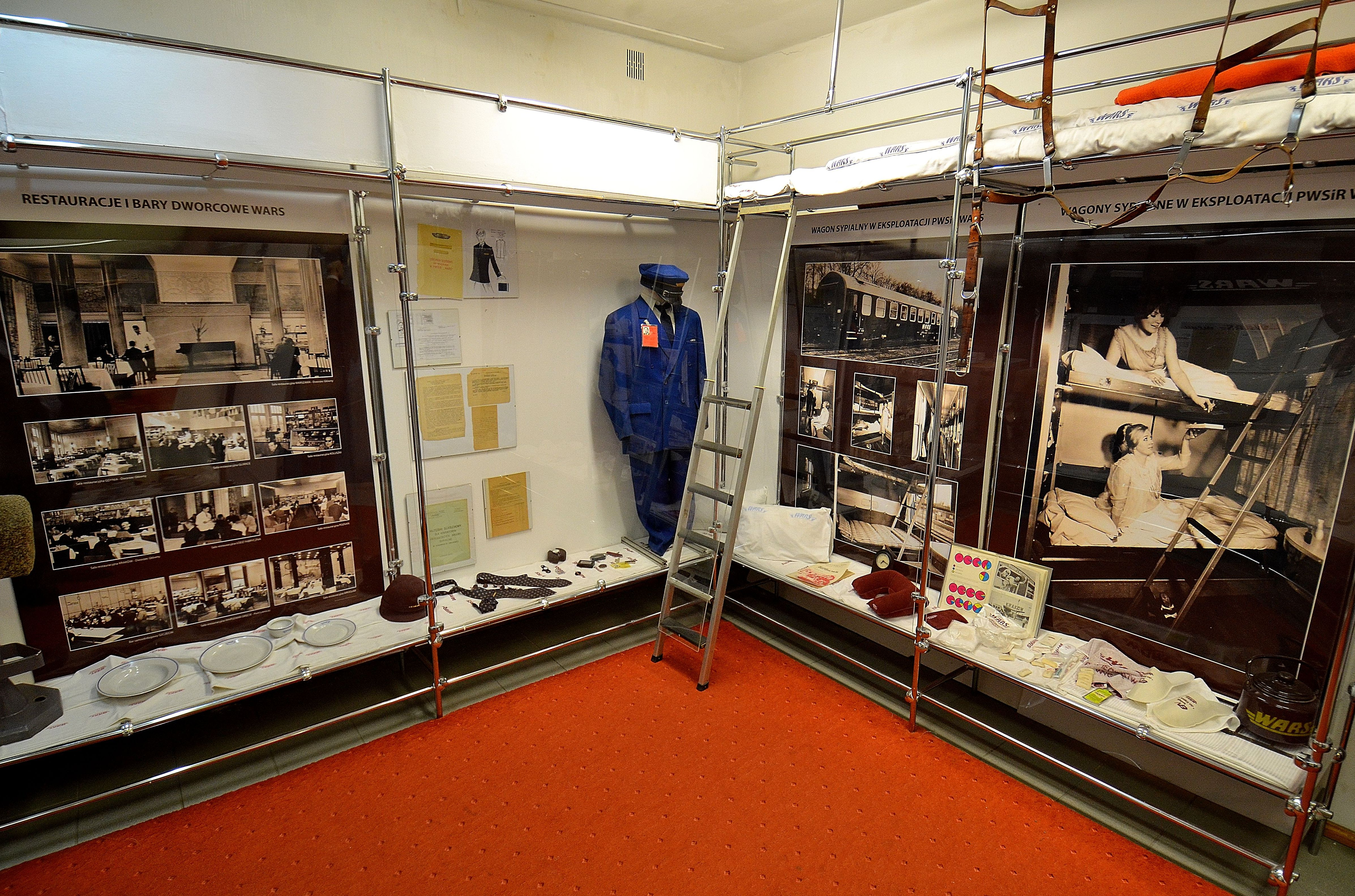
Fragment ekspozycji poświęconej historii spółki w Muzeum Kolejnictwa w Warszawie

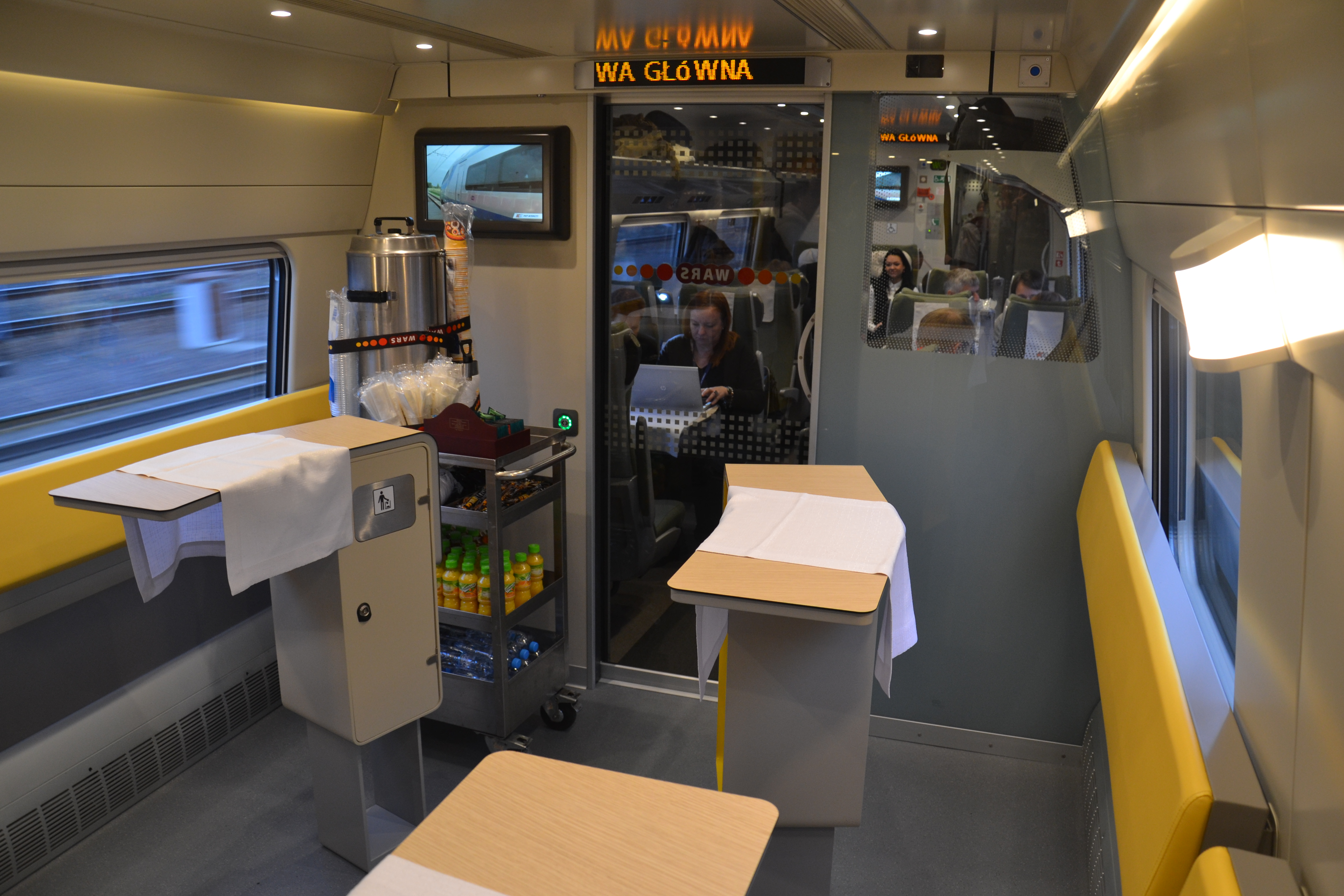
Przedział gastronomiczny w Pendolino

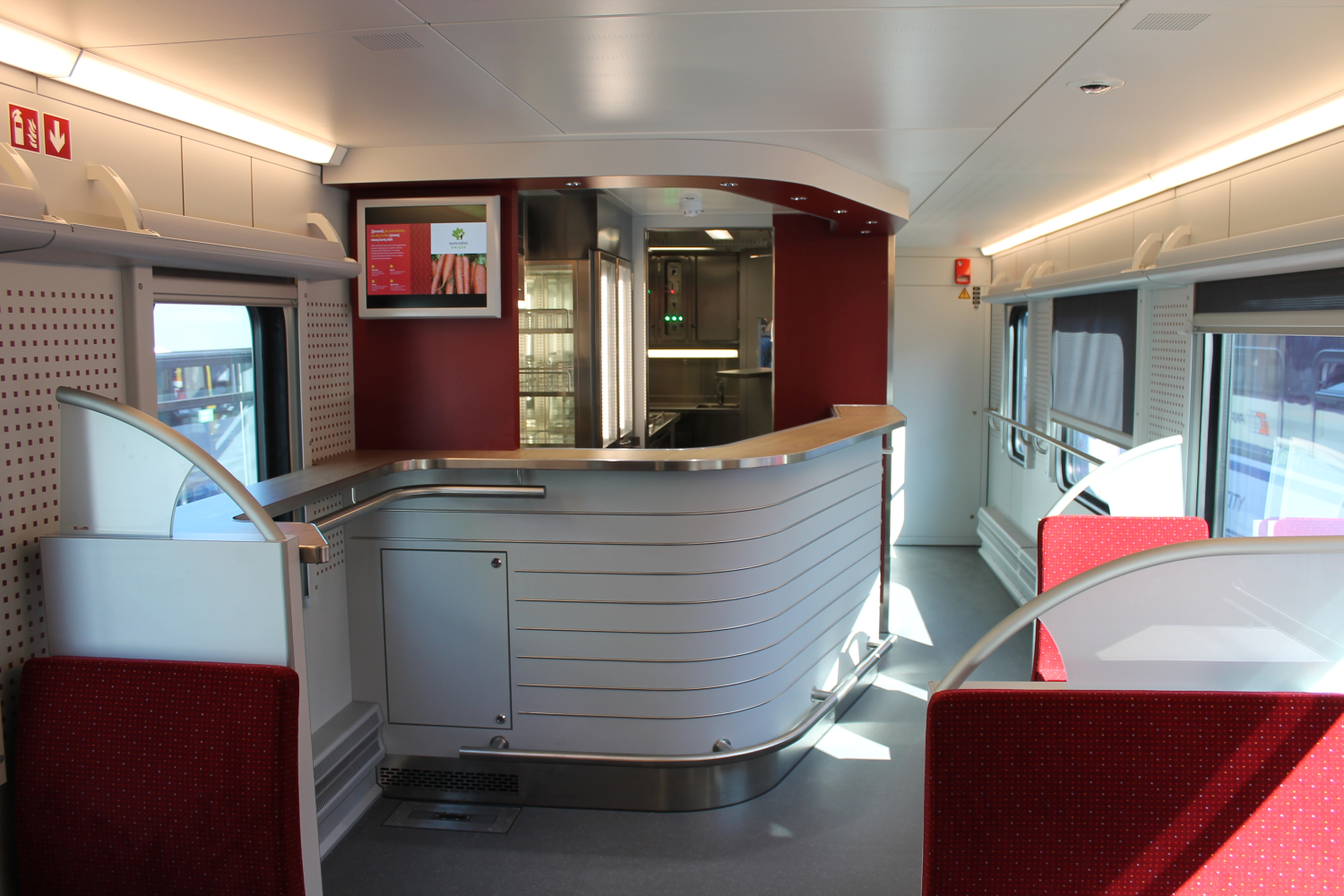
Wagon restauracyjny w składzie serii ED160

Wars (dawniej Przedsiębiorstwo Wagonów Sypialnych i Restauracyjnych „Wars”) – przedsiębiorstwo prowadzące catering w pociągach. W ramach współpracy z PKP Intercity oraz przewoźnikiem zagranicznym Wars świadczy usługi w wagonach restauracyjnych, barowych, sypialnych oraz kuszetkach. Przedsiębiorstwo świadczy również usługi w zakresie czyszczenia i mycia wagonów osobowych, cateringu eventowego oraz posiada cztery restauracje zlokalizowane w Warszawie.

## Historia
1 kwietnia 1948 – w strukturach Biura Podróży Orbis utworzono nową jednostkę – Oddział Eksploatacji Wagonów Sypialnych i Restauracyjnych, którą 5 lat później przekształcono w Przedsiębiorstwa Wagonów Sypialnych i Restauracyjnych „Orbis”, a w 1960 r. zmieniono nazwę na Przedsiębiorstwo Wagonów Sypialnych i Restauracyjnych „Wars”.
W latach 90. XX wieku „Wars” został przekształcony w spółkę akcyjną, na mocy ustawy o komercjalizacji i prywatyzacji przedsiębiorstw państwowych, 100% udziałów objął Skarb Państwa. W 2000 r. firma zmieniła status i nazwę przedsiębiorstwa na Wars. W 2005 r. pakiet większościowy 50,02% akcji Warsu przejęła spółka PKP Intercity – pozostałe udziały zatrzymał Skarb Państwa. Od roku 2008 poprawiano jakość przy pomocy procesu Nowa Linia Obsługi – zmodernizowano wagony, przeszkolono personel, a także zmieniono logo i politykę wizerunkową.
W roku 2012 Wars obsługiwał 15 wagonów restauracyjnych i 46 barowych, 79 wagonów sypialnych i 55 z miejscami do leżenia (kuszet). Przedsiębiorstwo w 2014 udostępniło aplikację mobilną mWars, która jest pierwszym tego typu narzędziem wdrożonym do transportu kolejowego w Polsce, a drugim na świecie. mWars umożliwia pasażerowi, w trakcie jazdy pociągiem, zamówienia posiłku z dostawą bezpośrednio do  jego miejsca.
Skarb Państwa podejmował próby sprzedaży spółki Wars w 2009 r., dwukrotnie w 2011 r., w 2012 r. i w 2015 r. W 2009 r. jedyną wiążącą ofertę złożyło PKP Intercity. W grudniu 2017 r. PKP Intercity zapowiedziało zamiar zakupu całości akcji spółki od Skarbu Państwa.

## Działalność
WARS S.A. oferuje:
- obsługę wagonów sypialnych i z miejscami do leżenia, należących do spółki PKP Intercity, kursujących w krajowych pociągach tej spółki, a także w nocnych połączeniach międzynarodowych,
- catering w pociągach PKP Intercity poprzez wagony restauracyjne i barowe, a także mobilne wózki (tzw. mini-bar),
- catering okolicznościowy, eventowy[5]

Wagony dzierżawione przez WARS S.A. pomalowane były w kolorach wyróżniających je od taboru PKP – wagony gastronomiczne były rdzawobrązowe, z miejscami do leżenia (kuszetki) niebieskie, zaś sypialne – granatowe. Obecnie większość wagonów ma nowe barwy, dostosowane do standardów właściciela (PKP Intercity).
Spółka obsługuje pasażerów w wagonach sypialnych i z miejscami do leżenia na 44 połączeniach krajowych oraz międzynarodowych.
WARS S.A. jest także członkiem International Rail Catering Group (IRCG) – niezależnej organizacji zrzeszającej podmioty, aktywnie działające na rzecz rozwoju cateringu i usług hotelowych dla transportu kolejowego, w różnych krajach świata.

## Tabor
W 2024 roku firma obsługiwała 20 pociągów Express InterCity Premium, 35 wagony restauracyjne i 82 barowych, jak również 42 wagony sypialne i z miejscami do leżenia (kuszet).

## Struktura właścicielska
Skarb Państwa posiada 49,98% udziałów w spółce, natomiast PKP Intercity 50,02%.

## Podział organizacyjny
- oddziały w Warszawie, Krakowie, Szczecinie i Gdyni.

## Restauracje

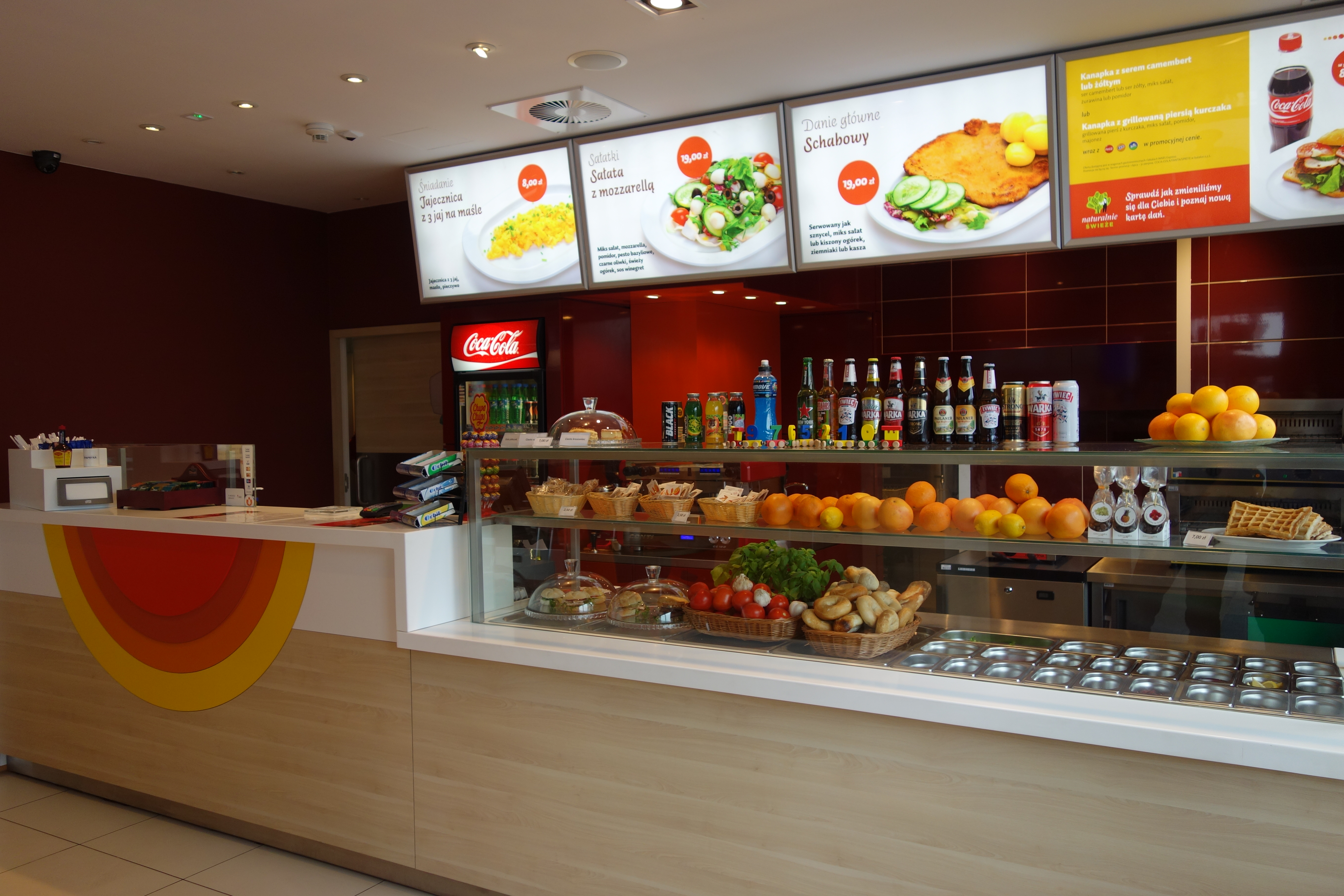
Bar Wars na stacji Warszawa Centralna

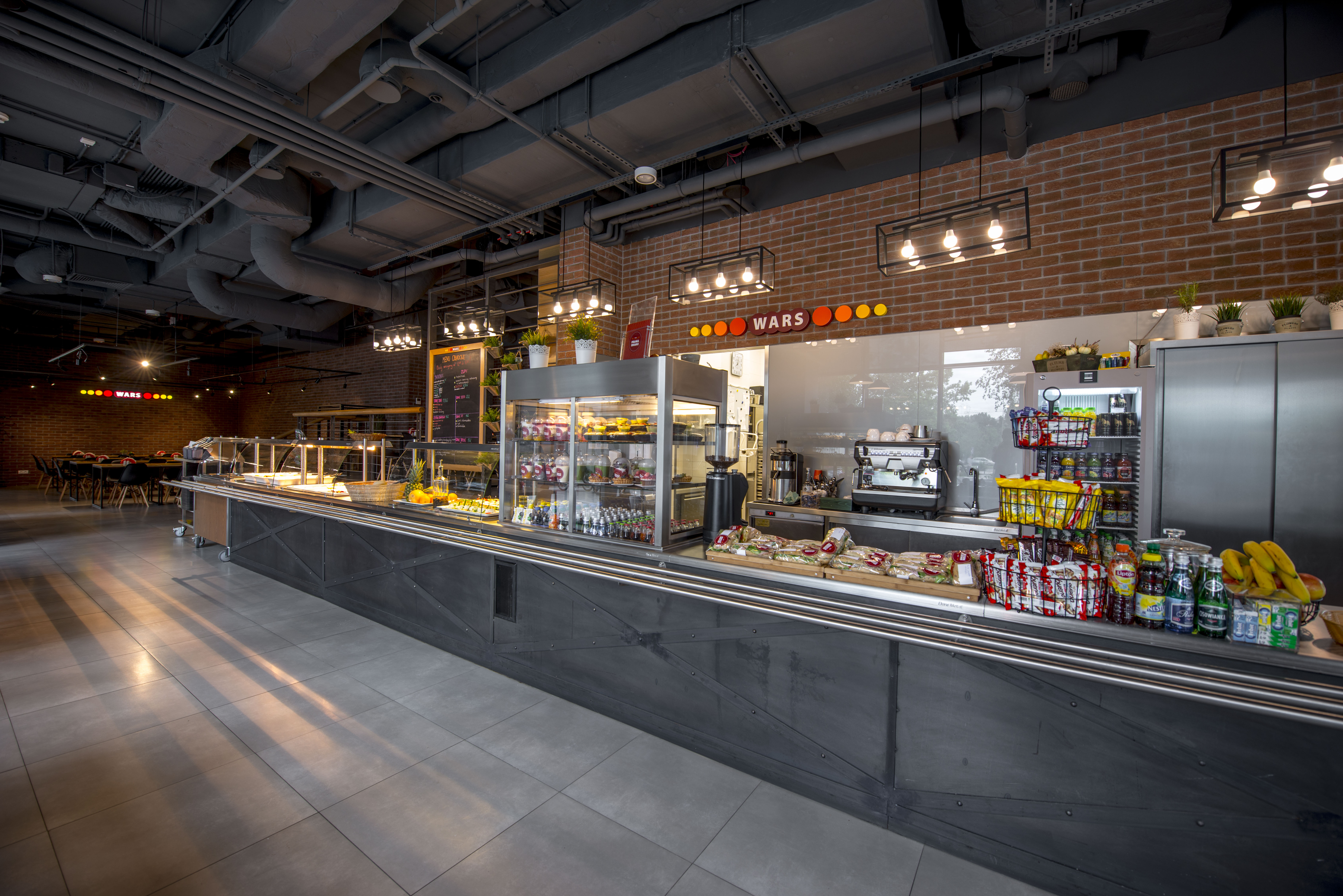
Restauracja WARS West Station

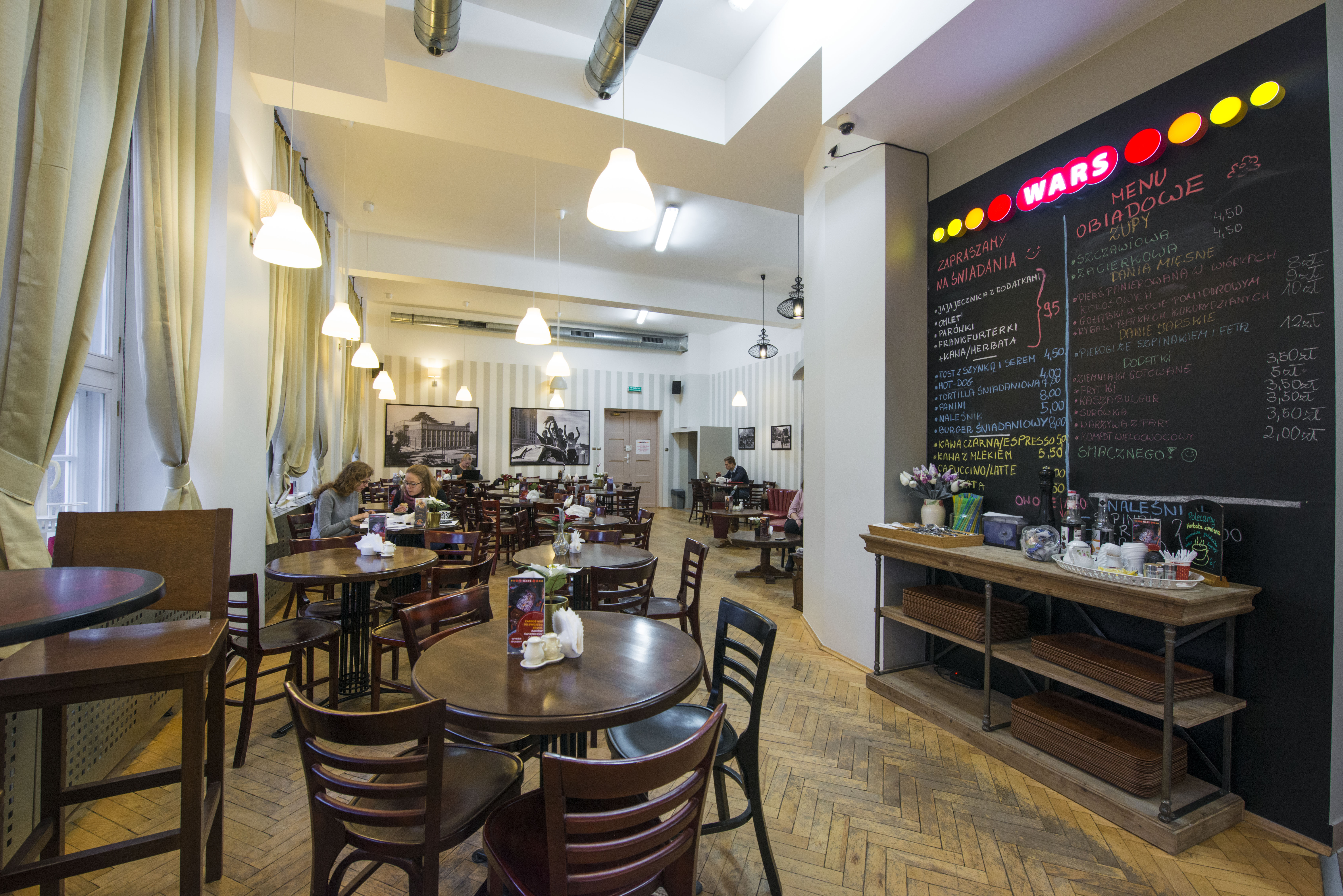
Restauracja WARS w Szkole Głównej Handlowej

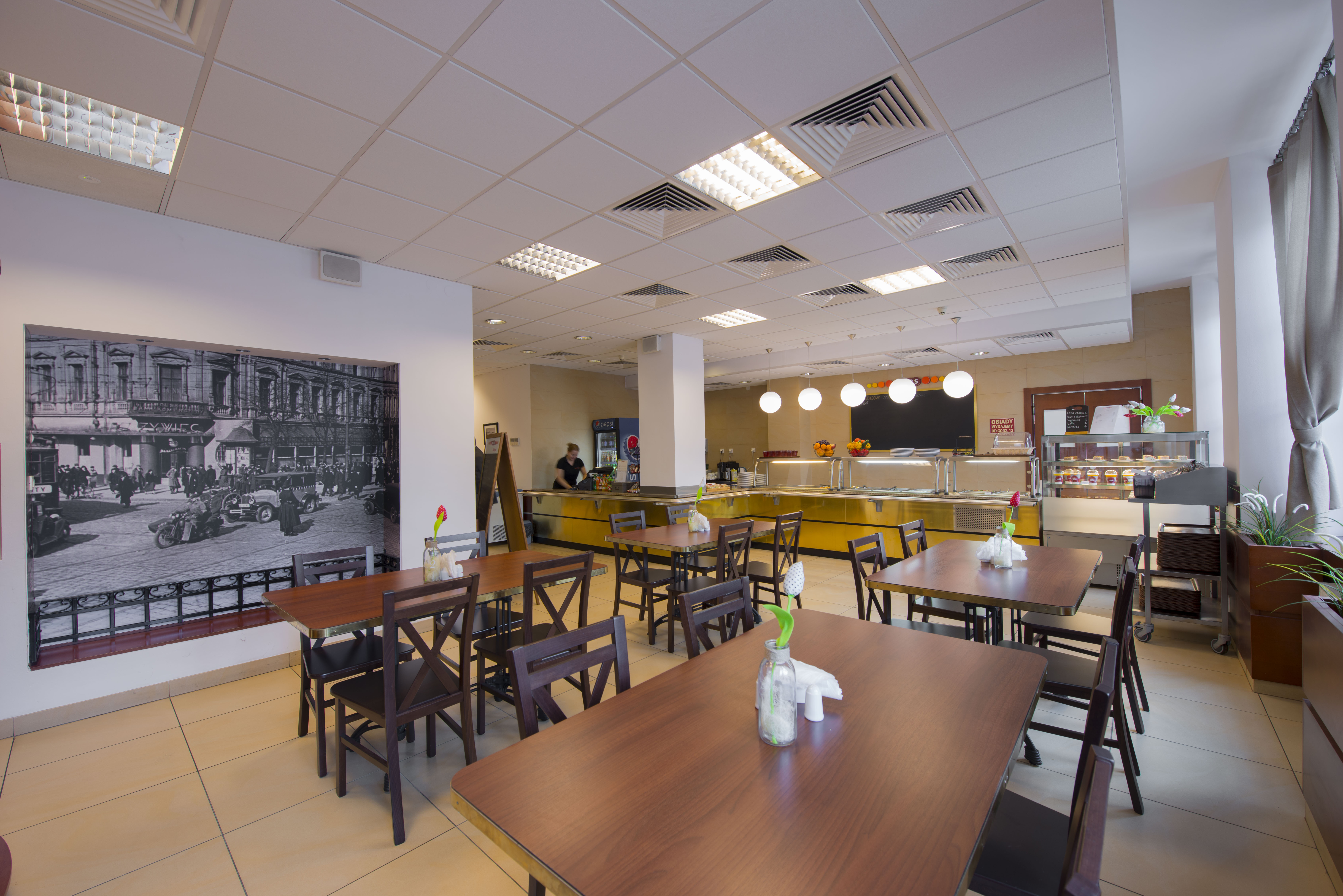
Restauracja WARS w Ministerstwie Infrastruktury

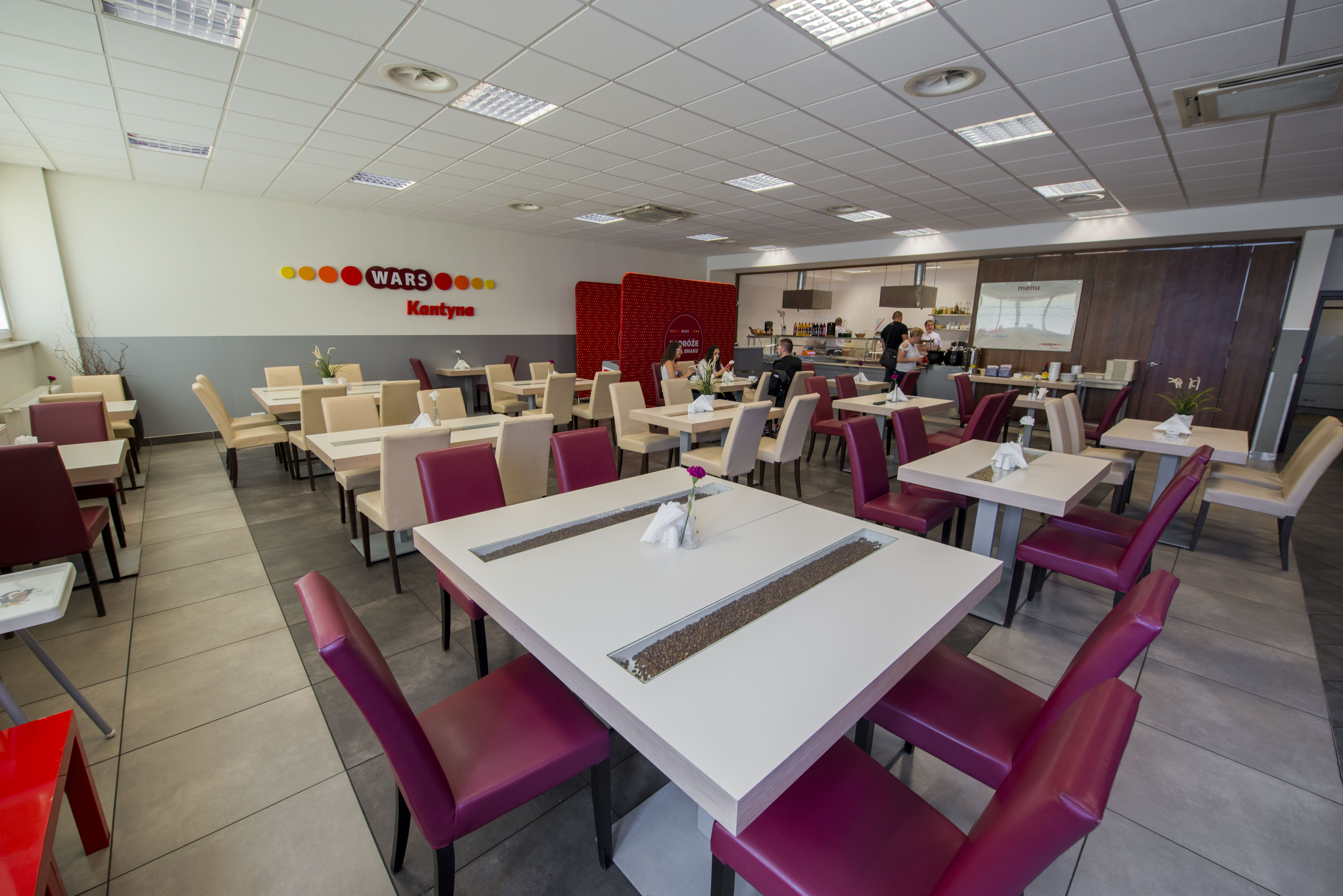
Restauracja WARS przy ul. Chłopickiego 53

Dawniej Wars, poprzez swoje zależne przedsiębiorstwa Restauracje Dworcowe „Wars” prowadził działalność gastronomiczno-handlową na dworcach PKP, PKS i LOT. Prowadził restauracje I i II kategorii, bufety, bary samoobsługowe, kawiarnie, kioski peronowe oraz obnośną i obwoźną sprzedaż peronową na następujących dworcach:
- Warszawskie Restauracje Dworcowe „Wars”: Warszawa Centralna, Warszawa Główna Osobowa, Warszawa Gdańska, Warszawa Ochota, Warszawa Wileńska, Warszawa Wschodnia, Warszawa Śródmiesćie, Warszawa Powiśle, Warszawa Zachodnia, Warszawa Stadion, Białystok Centralny, Kuźnica Białostocka, Radom, Lublin Główny, Lublin Północny, Terespol nad Bugiem, Terespol nad Bugiem PKS, Port Lotniczy Warszawa-Okęcie, Międzynarodowy Dworzec Lotniczy Warszawa-Okęcie, Krajowy Dworzec Lotniczy Warszawa-Okęcie;
- Gdańskie Restauracje Dworcowe „Wars”: Gdańsk Główny, Gdynia Główna, Bydgoszcz Główna, Olsztyn Główny, Dworzec Lotniczy Gdańsk-Wrzeszcz, Olsztyn PKS;
- Katowickie Restauracje Dworcowe „Wars”: Katowice Główne, Gliwice, Bielsko-Biała Główna, Bielsko-Biała Wschód, Bielsko-Biała Lipnik, Czechowice-Dziedzice, Lubliniec, Bystra Wilkowice, Pszczyna, Racibórz, Zebrzydowice;
- Krakowskie Restauracje Dworcowe „Wars”: Kraków Główny, Kraków Płaszów, Kielce, Kielce PKS, Przemyśl Główny, Rzeszów Główny, Zakopane, Kraków PKS;
- Łódzkie Restauracje Dworcowe „Wars”: Łódź Kaliska, Łódź Fabryczna, Łódź Chojny, Łódź Żabieniec, Piotrków Trybunalski, Łódź Północna PKS (Łódź Smugowa PKS), Koluszki, Kutno, Łowicz Główny, Skierniewice;
- Poznańskie Restauracje Dworcowe „Wars”: Poznań Główny, Poznań Puszczykowo, Poznań Wschód, Poznań Garbary, Kunowice, Zielona Góra;
- Szczecińskie Restauracje Dworcowe „Wars”: Goleniów, Gryfice nad Regą, Gryfino, Kamień Pomorski, Koszalin, Koszalin PKS, Koszalin Wąskotorowy, Łobez, Nowogard, Pyrzyce, Szczecin Dąbie, Szczecin Główny, Szczecin PKS, Stargard, Szczecinek;
- Wrocławskie Restauracje Dworcowe „Wars”: Wrocław Główny, Opole Główne, Kłodzko Główne.

W latach 2010–2013 Wars wyszedł ze swoją działalnością poza tereny dworcowe, prowadząc Restaurację Green Patio w Warszawie przy ul. Nowogrodzkiej. Planowano otwarcie ok. 8 podobnych restauracji, w tym 2-3 w Warszawie, jednak z planów tych zrezygnowano.
W 2019 WARS prowadził cztery restauracje w Warszawie tj. Restauracja – Al. Jerozolimskie 142A, budynek West Station, Restauracja – ul. Chałubińskiego 4, Restauracja – ul. Chłopickiego 53 oraz restauracja w budynku Szkoły Głównej Handlowej, Budynek A – I piętro, ul. Rakowiecka 24.
W latach 2013–2015 przedsiębiorstwo prowadziło bar Wars Express na dworcu Warszawa Wschodnia. Ogółem planowano 25 takich barów.
W latach 2011–2014 przedsiębiorstwo prowadziło bar przekąskowy Piada Bar w Centrum Handlowym Targówek w Warszawie. Planowano także otwarcie kolejnych 4-5 barów Piada Bar (3 na dworcach kolejowych, pozostałe w centrach handlowych).

## Prezesi
| Od                  | Do                  | Prezes              |                       |
| ------------------- | ------------------- | ------------------- | --------------------- |
| 2002                | 2006                | Michał Zubrzycki    | [ potrzebny przypis ] |
| 2006                | 2009                | Zbigniew Terek      | [ potrzebny przypis ] |
| 2009                | 2013                | Krzysztof Supa      | [ potrzebny przypis ] |
| 2013                | 2015                | Paweł Dudek         | [ potrzebny przypis ] |
| 12 lutego 2015      | 14 grudnia 2015     | Jerzy Kotkowski     | [ 16 ] [ 17 ]         |
| 31 maja 2016        | 20 grudnia 2018     | Zbigniew Terek      | [ 18 ]                |
| 20 grudnia 2018     | luty 2019           | Artur Resmer (p.o.) |                       |
| luty 2019           | 8 października 2024 | Artur Kowalczyk     | [ 19 ]                |
| 8 października 2024 | obecnie             | Radosław Groblewski |                       |